# Fédération syndicale unitaire
Die Fédération syndicale unitaire, kurz FSU, ist die größte französische Gewerkschaft des Erziehungsbereich und des öffentlichen Dienstes. Sie wurde 1993 nach der Spaltung der vorigen Einheitsgewerkschaft der Erziehung, die Fédération de l'Education Nationale (FEN) und vertritt die linken Flügeln der ehemaligen FEN. Sie war beteiligt an der Gründung der globalisierungskritischen Organisation Attac in Frankreich und spielt eine führende Rolle in den verschiedenen Sozialbewegungen in Frankreich insbesondere im öffentlichen Dienst.

## Ursprünge und Gründung der FSU
Die Fédération de l'Education Nationale war 1947 gegründet worden, als die damals eher sozialistisch geprägte Strömung Force ouvrière den unter kommunistischem Einfluss stehenden Gewerkschaftsbund Confédération générale du travail verließ. Die CGT-Erziehungsgewerkschaft FEN sollte nämlich wählen in welchen Bund sie sich einverleiben wollte. Nach langen Debatten wählte sie die Selbständigkeit und die Gründung von Fraktionen, die den verschiedenen politischen Strömungen entsprechen sollten. Die Macht in der Gesamtgewerkschaft und in den Teilorganisationen wurde nach regulären Wahlen innerhalb der FEN verteilt, damit ein Zusammenleben der Flügeln unterm selben Dach weiterhin möglich bliebe. Allerdings gründeten sowohl die CGT als auch die FO ihre eigenen Erziehungsgewerkschaften, die aber weit hinter der FEN blieben.
Die FEN wurde vom Anfang an von der sozialistischen Fraktion UID (Unité Indépendance Démocratie) dominiert, allerdings ohne Kontrolle vieler Einzelgewerkschaften. In der Dozentengewerkschaft SNESup und die Gymnasiallehrergewerkschaft SNES standen die kommunistisch geprägte UA (Unité et Action) deutlich vorne, und die drittgrößte Fraktion EE (Ecole Emancipée, oft als linksradikal beschrieben) besaß auch Hochburgen.
Aber in den 80er Jahren kam es zu wachsenden Spannungen zwischen UID und den anderen Fraktionen. Die UID-nahe Gewerkschaftsführung plante eine Fusion der SNES mit der von ihr überwiegend dominierten Grundschullehrergewerkschaft SNI sowie eine Reform der Fraktionsregelungen. Der Konflikt eskalierte, und nach dem Zusammenbruch der Sowjetunion und dem Fall der Parti communiste français stilisierte sich UA weitgehend als eine wählbare Alternative zur immer autoritärer regierenden UID, sodass es schließlich zum Bruch kam. 1991 schlossen UA, EE und die anderen Kleinströmungen einen Bund, 1992 reagierte die Führung mit dem Ausschluss zweier UA-dominierten Teilgewerkschaften darunter die SNES, und zwang zur Gründung der einheitlichen „Gewerkschaft der Erzieher“ (SE, Syndicat des Enseignants, später UNSA-Education). Darauf verließen UA, EE, ihre Verbündeten und die von ihnen dominierten Teilgewerkschaften und Lokalverbände die FEN und gründeten die FSU (Fédération Syndicale Unitaire).
Im folgenden Dezember erreichte die noch unter provisorischen Statuten stehenden FSU überraschend den ersten Platz bei den Wahlen in der Lehrerschaft. Sie hat diesen Platz bis heute beibehalten.

## Organisation
Es gibt in der FSU drei Organisationsebenen: die geographischen Verbände (nach Département), die Teilgewerkschaften und die politischen beziehungsweise ideologischen Fraktionen, die sogenannten Tendenzen. Die Sitzverteilung in den Gremien ist gemeint, um zu verhindern, dass eine Tendenz über eine absolute Mehrheit in irgendeinem Gremium verfügen kann. Alle Gewerkschaften und Verbände werden also von einer Koalition aus UA und EE regiert, manchmal mit PRSI. Diese Organisation soll die Machtkonzentration einer Tendenz wie UID in der FEN unmöglich machen. Ein ähnliches System besteht auch zur pluralistischen Regelung der Beziehungen zwischen den Teilgewerkschaften.
Der Vorstand der Gewerkschaft heißt Conseil Délibératif Fédéral National (CFDN) und umfasst 162 Delegierte. Zwischen seinen Tagungen wird er von einem Bureau Délibératif Fédéral National (BFDN, 54 Mitglieder) vertreten. Die exekutive Macht wird einem 13-köpfigen Sekretariat überlassen, darunter 11 Delegierten der Teilgewerkschaften. Der Chef der Gewerkschaft ist der Generalsekretär. Zwischen 1993 und 1999 war es Michel Deschamps, 1999–2001 gab es eine Doppelspitze, und seit 2001 ist der SNES-Gewerkschafter und UA-Mitglied Gérard Aschieri Generalsekretär.

## Sozialbewegungen und Zivilgesellschaft
Die FSU ist natürlich an den Kämpfen im Erziehungsbereich tief beteiligt, etwa gegen Bildungsminister Claude Allègre 1999–2000, gegen die Rentenreform im öffentlichen Dienst 2003 oder gegen die umstrittenen Hochschulreformen von Valérie Pécresse ab 2007.
Aber die Wiedervereinigung der französischen Gewerkschaften nach einem pluralistischen Modell steht offiziell unter ihre Ziele, und die FSU bekennt sich zu einer offenen Auffassung der gewerkschaftlichen Handlung, auch der Zivilgesellschaft gegenüber. Sie unterstützte zum Beispiel die Jugendbewegungen gegen die Lockerung des Kündigungsschutzes für jüngere Arbeitnehmer 1994 und 2006, und sie war an der Gründung der globalisierungskritische Organisation Attac beteiligt: Die SNES, die SNU-Ipp und die SNESup haben Vertreter in Attacs Gremien, und zahlreiche FSU-Gewerkschafter sind außerdem Attac-Mitglieder.
Die FSU verfügt auch über eine Forschungsstelle über Geschichte, Wirtschaft und Soziales.

## Teilgewerkschaften und Tendenzen

### Teilgewerkschaften
Die Gründungsgewerkschaften sind:
- Syndicat National des Enseignants du Secondaire (SNES), an den Collèges und Lycées tätig.
- Syndicat National de l'Education Physique (SNEP), Pendant der SNES für die Turnlehrer.
- Syndicat National de l'Enseignement Supérieur (SNESup), Dozenten und Universitätsprofessoren.
- Syndicats National des Chercheurs Scientifiques (SNCS), Forscher und Wissenschaftler.

Die anderen Gewerkschaften der Erziehung sind:
- Syndicat National Unitaire des Instituteurs, des Professeurs des Ecoles et Professeurs d'Enseignement Général (SNU-Ipp): Grundschullehrer.
- Syndicat national de l'enseignement technique agricole public (SNETAP): Agrargymnasien.
- Syndicat National Unitaire de l'Enseignement Professionnel (SNUEP): Berufsschulen.
- Syndicat National Unitaire des Personnels de Direction de l'Education Nationale (SNUPDEN): Schulmeister.
- Union nationale des agents, technique, ouvriers et de services (UNATOS): Verwaltungs- und Dienstpersonal.
- Syndicat national des infirmier(e)s et conseiller(e)s de santé (SNICS): Krankenschwester und Ärzte an den Schulen.
- Syndicat national de l'administration scolaire et universitaire et des bibliothèques (SNASUB): Bibliothekspersonal.
- Syndicat national des personnels d'inspection (de l'Éducation nationale)(SNPI): interner Inspektionsdienst des Erziehungsministeriums.

Es gibt auch andere Kleingewerkschaften außerhalb des Erziehungsbereiches. Die größte von ihnen ist die SNAC (Syndicat National des Affaires Culturelles) im Kulturministerium.
Eine Gründungsgewerkschaft, die SNETAA (Berufsschulen) hat die FSU 2001 verlassen. Sie wurde von der SNUEP ersetzt.

### Tendenzen
Jeweils wird das Ergebnis beim letzten Kongress (Marseille, 2007) unter Klammerzeichen gegeben
- Unité et Action, die sich für eine Aktionsbündnis mit der CGT einsetzt (73 %)
- Ecole Emancipée (15,6 %)
- Die verschiedenen Kleingruppen, meistens aus Ecole Emancipée: Emancipation (4,5 %), Front Unique (2,1 %), Pour la Reconquête d'un Syndicalisme Indépendant-PRSI (Trotzkisten) (4,5 %).